# Tramont-Saint-André
Tramont-Saint-André è un comune francese di 52 abitanti situato nel dipartimento della Meurthe e Mosella nella regione del Grand Est.

## Società

### Evoluzione demografica
Abitanti censiti